# Beitske Visser
Beitske Visser (Dronten, Hollandia, 1995. március 10. –) holland autóversenyző.

## Pályafutása

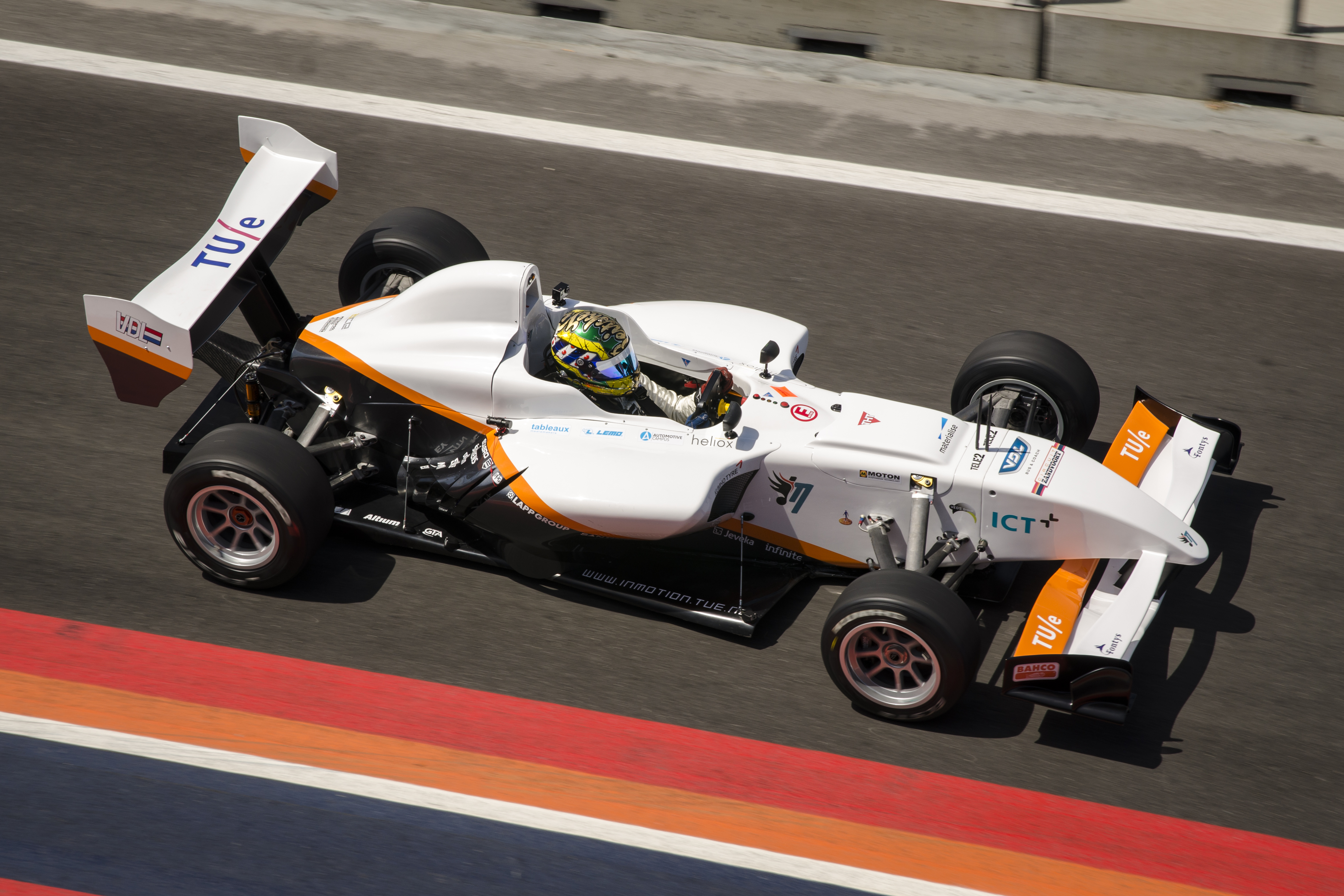
Visser 2017 júniusában teszteli az általa is fejlesztett InMotion IM versenyautót.

A Drontenben született Visser 2007-ben gokartokkal versenyezni, különböző európai és nemzetközi bajnokságokon való részvétellel. 2011-től a KZ1-es kategóriába lépett, az európai bajnokságban pedig 10. helyezést ért el.
2012-ben mutatkozott be az ADAC Formel Masters elnevezésű sorozatban a Lotus versenyzőjeként. Visser nyolcadik helyen végzett a bajnokságban, Zandvoortban és az EuroSpeedway Lausitzen futamgyőzelmet szerzett, valamint tíz alkalommal végzett pontszerző helyen.
A 2013-as szezonban ugyancsak a Lotus versenyzőjeként ismét a bajnokság nyolcadik helyén zárt, ezúttal egy győzelemmel, amit a Sachsenringen szerzett.
2014-ben a Formula Renault 3.5-ös kategóriában indult az AV Formula csapatával. Első pontjait a belgiumi futamon szerezte Spa-Francorchampsban.
Ugyanebben az évben két versenyen elindult a GP3-ban is a Hilmer Motorsporttal.
2016-ban utolsó szezonját teljesítette a Formula Renault 3.5-ben, majd fejlesztői szerepet vállalt az Eindhoveni Műszaki Egyetemen az Automotive Technology InMotion alapítvány diákokból álló csoport tagjaként egy elektromos, nyitott karosszériás autó fejlesztésében. Az autó egy tesztelés során tizenhat másodperccel döntötte meg a zandvoorti pályacsúcsot.
A 2017-es GT4-es utolsó két versenyén a német Dennis Marschall csapattársaként indult, és megnyerték a szezon utolsó előtti fordulóját Barcelonában. 2018-ra maradt a sorozatban.
2019-ben továbbjutott a selejtezőkből és részt vehetett a kizárólag női pilóták számára kiírt, Formula–3-as kategóriába sorolt W Series első idényében. Sokáig egyetlen kihívójának számított a végül bajnoki címet nyerő brit Jamie Chadwicknek. A 2020-as évadot hivatalosan is törölték a koronavírus-világjárvány miatt. Ehelyett, 2020-ban a Richard Mille Racing Team csapatával az európai Le Mans-széria versenyein mérettette meg magát. Állandó csapattársa Tatiana Calderón volt. Részt vettek a Le Mans-i 24 óráson is Sophia Flörschhel kiegészülve. Célba értek az LMP2-es kategória 9. helyén.
2021-ben dupla programot teljesített, hiszen a hosszútávú-világbajnokság (WEC) mellett visszatért a W Series 2021-es kiírására is, ahol külön csapatokban álltak rajthoz. Vissert az M. Forbes Motorsport igazolta le. A belga fordulóban, Spa-ban az időmérőedzésen egy hatfős tömegbaleset részese volt. Saját lábán szállt ki a versenyautójából, de csapattársával együtt kórházba szállították, ahol megállapították, hogy nem szenvedett töréseket. A futamot kihagyni kényszerült, mivel orvosai nem engedélyezték az indulását. Zandvoortban, hazai pályán újra versenyzett. A 89. Le Mans-i diadalon az éjszaka folyamán egyik csapattársa, Flörsch ütközött egy másik csapat autójával, ami miatt az ő konstrukciójuk lefulladt és feladni kényszerültek a futamot.
2022-re a W Series-ben átigazolt a Sirin Racing csapatába. 2019-hez hasonlóan újra szinte egyetlen komolyabb vetélytársának számított a csonka szezont végül nagy fölénnyel megnyerő Jamie Chadwicknek. A bajnokság jelentős anyagi gondjai miatt később hivatalosan is megszűnt.

## Eredményei

### Karrier összefoglaló
| Év   | Bajnokság               | Csapat                     | Verseny | Győzelem | Pole | Leggyorsabb kör | Dobogós helyezés | Pont | Helyezés |
| ---- | ----------------------- | -------------------------- | ------- | -------- | ---- | --------------- | ---------------- | ---- | -------- |
| 2012 | ADAC Formel Masters     | Lotus                      | 17      | 2        | 1    | 0               | 2                | 109  | 8.       |
| 2013 | ADAC Formel Masters     | Lotus                      | 24      | 1        | 0    | 0               | 2                | 117  | 8.       |
| 2014 | Formula Renault 3.5     | AVF                        | 17      | 0        | 0    | 0               | 0                | 11   | 21.      |
| 2014 | GP3                     | Hilmer Motorsport          | 2       | 0        | 0    | 0               | 0                | 0    | 27.      |
| 2015 | Formula Renault 3.5     | AVF                        | 17      | 0        | 0    | 0               | 0                | 3    | 23.      |
| 2015 | GP3                     | Trident                    | 2       | 0        | 0    | 0               | 0                | 0    | 28.      |
| 2016 | Formula V8 3.5          | Teo Martín Motorsport      | 18      | 0        | 0    | 0               | 0                | 50   | 13.      |
| 2017 | Dél-európai GT4-es kupa | MOMO-Megatron Team Partrax | 2       | 1        | 0    | 0               | 1                | 0    | HN†      |
| 2018 | Európai GT4-es sorozat  | RN Vision STS              | 12      | 2        | 0    | 0               | 3                | 100  | 6.       |
| 2018 | Francia GT4-es kupa     | 3Y Technology              | 2       | 0        | 0    | 0               | 0                | 0    | HN†      |
| 2019 | W Series                |                            | 6       | 1        | 0    | 2               | 4                | 100  | 2.       |
| 2020 | Európai Le Mans-széria  | Richard Mille Racing Team  | 4       | 0        | 0    | 0               | 0                | 10   | 19.      |
| 2021 | W Series                | M. Forbes Motorsport       | 8       | 0        | 0    | 0               | 0                | 38   | 8.       |
| 2021 | WEC                     | Richard Mille Racing Team  | 5       | 0        | 0    | 0               | 0                | 27   | 14.      |
| 2022 | W Series                | Sirin Racing               | 7       | 1        | 1    | 0               | 3                | 93   | 2.       |

* A szezon jelenleg is zajlik.
† Visser vendégpilótaként nem volt jogosult bajnoki pontkora.

### Teljes Formula V8 3.5-ös eredménysorozata
(Táblázat értelmezése)

(Félkövér: pole-pozícióból indult; dőlt: leggyorsabb kört futott) 

| Év   | Csapat                | 1        | 2        | 3        | 4        | 5        | 6        | 7        | 8        | 9        | 10       | 11       | 12       | 13       | 14       | 15       | 16       | 17       | 18      | Helyezés | Pont |
| ---- | --------------------- | -------- | -------- | -------- | -------- | -------- | -------- | -------- | -------- | -------- | -------- | -------- | -------- | -------- | -------- | -------- | -------- | -------- | ------- | -------- | ---- |
| 2014 | AVF                   | MNZ 1 Ki | MNZ 2 17 | ARA 1 18 | ARA 2 16 | MON 1 17 | SPA 1 10 | SPA 2 14 | MSC 1 13 | MSC 2 13 | NÜR 1 19 | NÜR 2 Ki | HUN 1 17 | HUN 2 12 | LEC 1 15 | LEC 2 11 | JER 1 5  | JER 2 12 |         | 21.      | 11   |
| 2015 | AVF                   | ARA 1 Ni | ARA 2 19 | MON 1 13 | SPA 1 Ni | SPA 2 Ki | HUN 1 9  | HUN 2 15 | RBR 1 12 | RBR 2 10 | SIL 1 Ki | SIL 2 13 | NÜR 1 16 | NÜR 2 15 | BUG 1 14 | BUG 2 13 | JER 1 12 | JER 2 Ki |         | 23.      | 3    |
| 2016 | Teo Martín Motorsport | ARA 1 10 | ARA 2 12 | HUN 1 7  | HUN 2 Ni | SPA 1 7  | SPA 2 9† | LEC 1 9  | LEC 2 10 | SIL 1 9  | SIL 2 10 | RBR 1 8  | RBR 2 9  | MNZ 1 14 | MNZ 2 9  | JER 1 7  | JER 2 5  | CAT 1 10 | CAT 2 8 | 13.      | 50   |

† A versenyt nem fejezte be, de helyezését értékelték, mert a versenytáv több, mint 90%-át teljesítette.

### Teljes GP3-as eredménysorozata
(Táblázat értelmezése)

(Félkövér: pole-pozícióból indult; dőlt: leggyorsabb kört futott) 

| Év   | Csapat            | 1          | 2          | 3       | 4       | 5       | 6       | 7       | 8       | 9          | 10         | 11      | 12      | 13      | 14      | 15      | 16      | 17      | 18      | Helyezés | Pont |
| ---- | ----------------- | ---------- | ---------- | ------- | ------- | ------- | ------- | ------- | ------- | ---------- | ---------- | ------- | ------- | ------- | ------- | ------- | ------- | ------- | ------- | -------- | ---- |
| 2014 | Hilmer Motorsport | ESP FEA 19 | ESP SPR 15 | AUT FEA | AUT SPR | GBR FEA | GBR SPR | GER FEA | GER SPR | HUN FEA    | HUN SPR    | BEL FEA | BEL SPR | ITA FEA | ITA SPR | RUS FEA | RUS SPR | UAE FEA | UAE SPR | 27.      | 0    |
| 2015 | Trident           | ESP FEA    | ESP SPR    | AUT FEA | AUT SPR | GBR FEA | GBR SPR | HUN FEA | HUN SPR | BEL FEA Ki | BEL SPR 15 | ITA FEA | ITA SPR | RUS FEA | RUS SPR | BHR FEA | BHR SPR | UAE FEA | UAE SPR | 28.      | 0    |

### Teljes W Series eredménylistája
(Táblázat értelmezése)

(Félkövér: pole-pozícióból indult; dőlt: leggyorsabb kört futott) 

| Év   | Csapat               | 1       | 2       | 3     | 4     | 5      | 6      | 7      | 8      | Helyezés | Pont |
| ---- | -------------------- | ------- | ------- | ----- | ----- | ------ | ------ | ------ | ------ | -------- | ---- |
| 2019 | Hitech GP            | HOC 4   | ZOL 1   | MIS 2 | NOR 2 | ASS 4  | BRH 3  |        |        | 2.       | 100  |
| 2021 | M. Forbes Motorsport | AUT1 12 | AUT2 11 | GBR 6 | HUN 5 | BEL Ni | NED 12 | USA1 5 | USA2 5 | 8.       | 38   |
| 2022 | Sirin Racing         | MIA1 3  | MIA2 7  | ESP 5 | GBR 5 | FRA 4  | HUN 3  | SIN 1  |        | 2.       | 93   |

### Teljes Európai Le Mans-széria eredménylistája
(Táblázat értelmezése)

(Félkövér: pole-pozícióból indult; dőlt: leggyorsabb kört futott) 

| Év   | Csapat                    | Osztály | Kasztni     | Motor                 | 1   | 2     | 3      | 4      | 5      | Helyezés | Pont |
| ---- | ------------------------- | ------- | ----------- | --------------------- | --- | ----- | ------ | ------ | ------ | -------- | ---- |
| 2020 | Richard Mille Racing Team | LMP2    | Alpine A470 | Gibson GK428 4.2 L V8 | LEC | SPA 6 | LEC 11 | MNZ 10 | ALG 11 | 19.      | 10   |

### Le Mans-i 24 órás autóverseny
| Év   | Csapat                    | Csapattárs                      | Autó            | Kategória | Kör | Összetett Helyezés | Kategória Helyezés |
| ---- | ------------------------- | ------------------------------- | --------------- | --------- | --- | ------------------ | ------------------ |
| 2020 | Richard Mille Racing Team | Sophia Flörsch Tatiana Calderón | Oreca 07-Gibson | LMP2      | 364 | 13.                | 9.                 |
| 2021 | Richard Mille Racing Team | Sophia Flörsch Tatiana Calderón | Oreca 07-Gibson | LMP2      | 74  | Kiesett            | Kiesett            |

### Teljes WEC eredménysorozata
(Táblázat értelmezése)

(Félkövér: pole-pozícióból indult; dőlt: leggyorsabb kört futott) 

| Év   | Csapat                    | Osztály | Kasztni  | Motor                 | 1     | 2     | 3   | 4      | 5     | 6     | Helyezés | Pont |
| ---- | ------------------------- | ------- | -------- | --------------------- | ----- | ----- | --- | ------ | ----- | ----- | -------- | ---- |
| 2021 | Richard Mille Racing Team | LMP2    | Oreca 07 | Gibson GK428 4.2 L V8 | SPA 8 | ALG 6 | MNZ | LMS Ki | BHR 6 | BHR 9 | 14.      | 27   |

### Nürburgringi 24 órás autóverseny
| Év   | Csapat         | Ccapattárs                                | Autó             | Kategória | Kör | Összetett Helyezés | Kategória Helyezés |
| ---- | -------------- | ----------------------------------------- | ---------------- | --------- | --- | ------------------ | ------------------ |
| 2018 | Sorg Rennsport | Dirk Adorf Tom Coronel Nico Menzel        | BMW M4 (F82) GT4 | SP8T      | 92  | 102.               | 6.                 |
| 2023 | WS Racing      | Pippa Mann Célia Martin Fabienne Wohlwend | BMW M4 GT4 (G82) | SP8T      | 135 | 81.                | 2.                 |

## További információ
- DriverDB honlapja
- Profilja a WEC honlapján